# Municipio Pachuca de Soto
Koordinaten: 20° 7′ N, 98° 44′ W
Pachuca de Soto ist ein Municipio im mexikanischen Bundesstaat Hidalgo. Es gehört zur Metropolregion Pachuca-Stadt. Der Sitz der Gemeinde ist das gleichnamige Pachuca de Soto, das auch die Hauptstadt des zentralmexikanischen Bundesstaates ist. Die Gemeinde hatte im Jahr 2010 267.862 Einwohner, ihre Fläche beträgt 154,5 km².

## Geographie

### Lage
Das Municipio Pachuca de Soto liegt im südlich des Zentrums des Bundesstaats Hidalgo, etwa 100 km nordöstlich von Mexiko-Stadt. Es grenzt an die Municipios Mineral del Chico, Mineral del Monte, Zempoala, Zapotlán de Juárez, Mineral de la Reforma und San Agustín Tlaxiaca.

### Städte
Mit deutlichem Abstand größter Ort des Municipios ist der Hauptort Pachuca de Soto. Neben Pachuca de Soto befinden sich vier weitere Orte mit über 1000 Einwohnern und etwa 30 noch kleinere Ortschaften im Municipio.
| Ort                | Einwohner |
| Pachuca de Soto    | 256.584   |
| Santiago Tlapacoya | 003.362   |
| El Huixmí          | 002.567   |
| San Miguel Cerezo  | 001.981   |
| Barrio la Camelia  | 001.178   |
| Gemeinde           | 267.862   |